# Brazil São Paulo 500 Years Open
Het Brazil São Paulo 500 Years Open was een golftoernooi in Brazilië dat deel uitmaakte van de Tour de las Americas en de Europese PGA Tour. Het toernooi werd gespeeld op de São Paulo Golf Club in São Paulo.
In 2000 organiseerde de Europese PGA Tour dit toernooi en de Brazil Rio de Janeiro 500 Years Open, dat een week eerder plaatsvond, ter herdenking van het feit dat Brazilië in 1500 door Pedro Álvares Cabral werd ontdekt. Het was ook de eerste keer dat de Europese PGA Tour Zuid-Amerika aandeed.

## Winnaars
| Jaar | Winnaar            | Score     |       |
| ---- | ------------------ | --------- | ----- |
| 2000 | Pádraig Harrington | 270 (-14) | [ 1 ] |
| 2001 | Darren Fichardt    | 195 (-18) | [ 2 ] |

## Trivia
- In 2001 werd vanwege het slechte weer het toernooi afgewerkt in drie speelronden.